# Фильмография Софии Ротару
Фильмография Софии Ротару насчитывает более 30 ролей, включая художественные, документальные и музыкальные фильмы. Певица исполняла как роли художественых персонажей, так и играла саму себя. 

## Художественные фильмы

### Главные роли
- 1971 — Червона рута — Оксана
- 1980 — Где ты, любовь? — Марчела, учительница музыки
- 1981 — Душа — Виктория Викторовна Свободина, певица

### Эпизодические роли
- 1973 — «Весенние созвучия»

### Вокал
- 1972 — Тайник у Красных камней
- 1973 — Ни слова о футболе
- 1980 — О, спорт, ты — мир

## Музыкальные фильмы
- 1965 — Песни счастливого края (документальный)
- 1966 — Соловей из села Маршинцы — главная роль
- 1973 — Днестровские мелодии
- 1977 — Песня всегда с нами — певица
- 1980 — Звёзды олимпийской регаты
- 1981 — Спустя десять лет. Червона рута (короткометражный)
- 1986 — Монолог о любви
- 1989 — Золотое сердце
- 1991 — Караван любви
- 1996 — Старые песни о главном — бригадир-ударница
- 1998 — Военно-полевой романс
- 2006 — Первый скорый — «Зина Тимофеева»
- 2007 — Первый дома — женщина из телевизора
- 2008 — Красота требует… — гостья конкурса «Мисс Домохозяйка»

## Участие в фильмах
- 1976 — Поет София Ротару (документальный)
- 1979 — Баллада о спорте (документальный)
- 1984 — Страницы жизни Александры Пахмутовой (документальный)
- 2007—2015 — Моя правда (документальный)
- 2009 — Валерий Леонтьев. Я еще не жил (документальный)

## Концертные программы

### Сольные
- 1985 — Вас приглашает София Ротару
- 1991 — Цветы Софии Ротару
- 1996 — Звуковая дорожка
- 1997 — София Ротару на Славянском базаре
- 1998 — Люби меня
- 2001 — Жизнь моя - моя любовь
- 2003 — Я тебя по-прежнему люблю
- 2007 — Юбилейный концерт
- 2011 — Время любить
- 2017 — Юбилейный вечер в Баку

## Телевизионные передачи
- 1973 — «Телеграммы, телеграммы, телеграммы...»
- 1975 — «Стартуем песней»
- 1979 — Музыкальный детектив
- 1983 — Пять минут на размышление. В гостях у семьи Софии Ротару
- 1985 — Летите голуби
- 1985 — Выступление Софии Ротару в колхозе «Россия»
- 1986 — Мэрцишор-86 «Выступает София Ротару»
- 1995 — Кумиры, кумиры
- 1997 — Десять песен о Москве
- 1999 — Наша музыка

## Клипы
- 1982 — Melancolie (Нежная Мелодия)
- 1984 — Romantikâ (Романтика)
- 1986 — Песня нашего лета
- 1988 — Танго
- 1988 — Белая ночь
- 1991 — Вот такая история
- 1993 — Звёзды как звёзды
- 1994 — Ночной Мотылёк
- 1996 — Весна, что нас свела с ума
- 1998 — Люби меня
- 2001 — Девчонка с гитарой
- 2001 — Не спросишь
- 2003  — Белый танец
- 2003 — Вишнёвый сад
- 2004 — Небо — это Я!
- 2004 — Одна калина
- 2006 — Один на свете

## Телевизионные мюзиклы
- 2003 — Снежная Королева — фея цветов
- 2003 — Безумный день, или Женитьба Фигаро — Марселина
- 2004 — Сорочинская ярмарка — цыганка
- 2006 — Звёздные каникулы — Дива
- 2007 — Королевство кривых зеркал — Королева
- 2008 — Золотая Рыбка — испанка
- 2009 — Красная шапочка — волшебница